# Щепец (Гдовский район)
Щепец  — деревня в Гдовском районе Псковской области России. Входит в состав Плесновской волости.

## География
Расположена в северной части области, на севере района, в зоне хвойно-широколиственных лесов, в 1 км к востоку от реки Плюсса и Щепецких озёр, в 23 км к востоку от города Гдова, административного центра района, и в 6 км к западу от волостного центра Плесна.

### Климат
Климат характеризуется как умеренно континентальный, с относительно коротким тёплым летом и продолжительной, как правило, снежной зимой. Средняя многолетняя температура самого холодного месяца (января) составляет −8 °С, температура самого тёплого (июля) — +17,4 °С. Среднегодовое количество осадков — 684 мм.

## История
С 1919 по 1922 год учителем в местной школе работал в будущем известный учёный-физик Ф. Клемент

## Население
| 2001 | 2002 | 2010 |
| ---- | ---- | ---- |
| 24   | ↘16  | ↘12  |

Численность населения деревни составляет на 2001 год 24 человека, по переписи 2002 года — 16 человек, на 2010 год — 12 человек.
Национальный состав
Согласно результатам переписи 2002 года, в национальной структуре населения русские составляли 100 % от 16 жителей:
| Национальность | Численность, чел. | Доля  |
| -------------- | ----------------- | ----- |
| Русские        | 16                | 100 % |
| Итого          | 16                | 100 % |

## Инфраструктура
Личное подсобное хозяйство с зоной сельскохозяйственного использования, индивидуальная застройка усадебного типа.

## Транспорт
Остановка общественного транспорта «Щепец».